# Neruda postása
A Neruda postása (olaszul Il postino, angol nyelvterületen The postman ) 1994-ben bemutatott olasz filmdráma Michael Radford és Massimo Troisi rendezésében, ami Antonio Skármeta Ardiente paciencia (magyarul Neruda postása) című könyve alapján készült.

## A történet
Az 1950-es évek elején Pablo Neruda, a népszerű chilei költő emigrációja során Olaszországba érkezik. A kis sziget, ahol idejét tölti – a filmben Cala di Sotto – él Mario, a csendes, visszahúzódó fiú akinek éppen elege lett a halászatból s munkát keres. Hamarosan postásként alkalmazzák s feladata, hogy leveleket kézbesítsen, kizárólag Pablo Neruda számára. Az olykor esetlennek tűnő Mario mély tisztelettel és egyfajta bálványként tekint a híres költőre. Kérdésekkel ostromolja, aláírást kér tőle, s a költő hatására, fokozatosan felfedezi a szavak és jelentésük mögötti szépséget. Lassan kibontakozó barátságuknak köszönhetően Mario életébe beköszönt a szerelem, s vele együtt megismeri, megszereti a költészet erejét. Mikor Neruda hazájában, a politikai helyzet enyhülésének jóvoltából újra engedélyezik beutazását, a költő szinte azonnal, boldogan útra kel. Mario ott marad szerelmével, aki később teherbe esik. Tisztelete és szeretete Neruda után mit sem változik még a környezetében levők negatív kijelentései ellenére sem. Évekkel később, amikor Neruda visszatér Olaszországba, a helyi kocsmába megy, ahol Mario és felesége dolgozott. Tudomására jut, hogy Mario fiát Pablitónak keresztelték, s hogy Mario egy tüntetésen életét vesztette évekkel korábban. Felesége megmutatja neki Mario Nerudához idézett hangfelvételeit.
A záró képsorokon Neruda a tengerparton sétál, s gondolataiban látja, amint Mariót a tüntetésen, hangosan a színpadra hívják, hogy elmondhassa, saját maga által írt versét.

## Szereposztás
| Szerep                     | Színész                | Magyar hangja (1. szinkron) |
| -------------------------- | ---------------------- | --------------------------- |
| Pablo Neruda               | Philippe Noiret        | Szilágyi Tibor              |
| Mario Ruoppolo             | Massimo Troisi         | Végh Péter                  |
| Beatrice Russo             | Maria Grazia Cucinotta | Bertalan Ágnes              |
| Giorgio, a postások főnöke | Renato Scarpa          | Forgács Gábor               |
| Donna Rosa                 | Linda Moretti          | Halász Aranka               |

## A film készítése, fogadtatása és Troisi korai halála
A forgatókönyvet a film rendezője Michael Radford, Massimo Troisi és akkori élettársa Anna Pavignano írták. Zseniálisan átemelve Skármeta könyvének keretét, de hozzáadva saját egyéniségüket is. A helyszín ezúttal nem Chile és az Isla Negra hanem Olaszország. A politikai szál érintőlegesen, egyfajta háttér-információként van jelen. Központi pillérei közé közé tartozik a két férfi közt kialakult barátság, az érzelmek és az olykor bájos humor bemutatása.
A Neruda postása, bár a költészet és a szavak élményekkel teli hatását élteti, mégis halk szavú film. Érzékenyen körbejárva az egyszerűség gyönyörét, érzelemgazdag skálán, túlfűtött érzelgősség nélkül.
Sikerét mi sem bizonyítja jobban, mint hogy nemzetközi szinten majdnem 60 millió amerikai dollárt – ebből csak Amerikában, idegen nyelvű film létére 21 milliót – hozott világszerte, s a közel harminc filmes díj és majdnem félszáz jelölés, köztük BAFTA és öt Oscar-díj – köztük a legjobb film, legjobb férfi főszereplő – is ezt támasztja alá.
Massimo Troisi már a forgatás megkezdése előtt küzdött szívproblémáival, és sürgős orvosi beavatkozásokra volt szükség munkaképessége fenntartásához. Ám Troisi, mondhatni makacsul ragaszkodott a film elkészítéséhez, s ezáltal csak halogatta – mint később kiderült – az életmentő műtétet. Előfordult, hogy le kellett állítani a forgatást rosszulléte miatt, s nem egy alkalommal dublőr helyettesítette bizonyos jelenetekben. A filmben látható, sokszor rövidnek tűnő jelenetek, néhány mondattal lezárt – egyébként nyitva hagyott – képsorok, mind-mind ezt igazolják. Ebben a kőkemény csatában azonban Torisi nyert, s 1994. június 3-án be tudták fejezni a Neruda postása forgatását. 12 órával később, mindössze fél nappal „álma” megvalósítása után, Trosi szívinfarktusban álmában meghalt. Elszántságának öröksége filmtörténelmi fejezet.

## Érdekességek
A regény írója, aki színház- és filmrendezőként is aktívan tevékenykedik 1983-ban megírta, és megrendezte Ardiente paciencia (Lángoló türelem) címmel a regény első filmváltozatát, mely Amerikában 1985-ben Burning patience címen jelent meg.